# Ali Loune
Ali Loune (* 17. März 2002 in Hanau) ist ein marokkanisch-deutscher Fußballspieler, der beim RWD Molenbeek unter Vertrag steht.

## Karriere
Loune begann seine Karriere beim FSV Frankfurt. Zur Saison 2016/17 wechselte er in die Jugend von Eintracht Frankfurt. Bei der Eintracht spielte er ab der Saison 2017/18 für die B-Junioren, im Mai 2019 kam er erstmals für die A-Junioren zum Einsatz. Ab der Saison 2019/20 zählte er dann fest zum Kader der U-19 der Hessen. Zur Saison 2021/22 wechselte Loune zum 1. FC Nürnberg, für dessen Regionalligamannschaft er spielen sollte. In seiner ersten Spielzeit im Erwachsenenfußball kam er zu 32 Einsätzen in der Regionalliga Bayern. In der Saison 2022/23 absolvierte er 27 Partien.
Zur Saison 2023/24 rückte der Mittelfeldspieler in den Profikader der Nürnberger. Im August 2023 gab er dann gegen Hansa Rostock sein Profidebüt in der 2. Bundesliga. Bis zur Winterpause absolvierte er sechs Partien in der zweithöchsten Spielklasse. Im Januar 2024 wurde Loune „langfristig“ an den österreichischen Bundesligisten SK Austria Klagenfurt verliehen. Für Klagenfurt kam er aber nicht zum Einsatz, zur Saison 2024/25 kehrte er daraufhin vorzeitig wieder nach Nürnberg zurück. Im August 2024 wurde er anschließend für den Rest der laufenden Saison an den Drittligisten FC Erzgebirge Aue weiterverliehen.
Ende November geriet Ali Loune in die Schlagzeilen, als er in Zschorlau alkoholisiert mit 0,8 Promille in eine Hauswand fuhr.
Im Juli 2025 wechselte er nach Belgien zum RWD Molenbeek.